# あいまいみー
『あいまいみー』は、ちょぼらうにょぽみによる日本の4コマのギャグ漫画作品。竹書房のウェブコミック配信サイト『まんがライフWIN』にて2009年6月23日から2021年5月6日まで連載された。
倉持南高校漫画研究部に所属する4人の女子高生の「不毛な日常」を描く4コマ漫画。単行本第1巻の紹介に「常識に縛られない4コマ。」とある通り常識が通用せず、奇想天外で荒唐無稽、時には狂気的、病的なまでのシュールな展開が特徴で、2011年4月放送のテレビ番組「人志松本の○○な話」において4コマ漫画に詳しい芸人・向清太朗により“今の時代には早すぎる漫画”との意味で「未来の4コマ漫画」と評され、注目された。4コマ15本で1話を構成するが、全話を一貫する物語性は無い。公式サイトでは第1話から第3話までと最新2話が公開されている。

## 登場人物
漫画では漢字にふりがなが無いため、名前の漢字の正確な読みは不明（振り仮名はアニメのものによる）。担当声優は、後述のテレビアニメのもの。

### 倉持南高校

#### 漫画研究部
蛯原 愛（えびはら あい）
声 - 大坪由佳
主人公の一人。通称「愛」。16歳。倉持南高校漫画研究部（漫研）で唯一真面目に漫画を制作しようとする常識人で、本作におけるツッコミ役。ただ、時として麻衣やミイですら困惑するような奇怪な行動に出ることもある。
幾度となく麻衣やミイから度を過ぎた悪戯や暴力行為を被るが、大抵の場合返り討ちにする。一方で友達想いでもあり、麻衣やミイのことは大好きな友人として扱っている。
喧嘩の強さおよび戦闘能力は非常に高く、相手が複数でも基本的に負けることがない。また身体も丈夫で、ノコギリや熱したフライパンの攻撃を受けても無傷である。
漫画の腕は確かで、コミックマーケットで同人誌500部を完売させる実績を持つ。将来は漫画家を目指しているが、「保育士の方が向いている」「政治家になる」などと迷走することもある。また、上述の通り喧嘩が強いため、ぽのかからは「格闘家に転身した方がいい」と思われている。
黒髪で連載当初はロングストレートだったが、第4話からポニーテールに変更している。時折ツインテールで登場することもある。
「つちのこシャングリラ」というペンネームでハガキ職人としても活動している。
麻衣（まい）
声 - 内田彩
主人公の一人。無邪気な漫研部員。両側頭部で大きく渦を描く赤橙色のセミロングが特徴。
天真爛漫かつとてもピュアで、ミイの言うことを何でも信じる。語尾に「〜なんだよ」をつけることが多い。また、愛が漫画家になることに思いをはせると気分が悪くなる。
言動すべてが理解しがたい。例として、「河童の住む川にコンクリートを流す」「ウ―パールーパーを無心になめる」「1300℃に熱された岩をラーメンのようにすすり、運ぶ」「テントに複数のカエルを閉じ込め、時間をおいて確認し、たくさん生きていたらはなまるを与える」等。
また、河童の住む川にコンクリートを流し込んだことが原因で河童にしばかれたことがあり、漫画が原因で一家離散した過去を持つ。
ミイ／ミィニャ・メーニッヒ
声 - 内田真礼
主人公の一人。ひたすらボケまくる快活な漫研部員。頭頂部に房の突き出たヤマブキ色のセミロングと水色の瞳が特徴。また、アニメでは髪が金髪に近い色になっており第2期では後頭部を団子状にまとめている。
麻衣と共に行動していることが多く、奇怪で物騒な行為に走る。そのツケとして愛から凄まじいしっぺ返しを喰らうこともある。また、よく尿失禁する。
実は愛に対して恋愛感情を抱いており、愛に対する妨害行為も「構って欲しい」という一心から来ている。
日本人ではなくハーフで、家族構成は一つ目の怪物を彷彿とさせる姿をした義父の滝本、2年前に滝本と結婚した母、麻衣の怒りを買って餅にされた弟の4人。
正体は異世界の暗殺者養成施設から逃げ出した孤児であり、その時の持ち番号「31」をもじってナナからミイと名付けられた。
ぽのか
声 - 茅野愛衣
漫研部長。ハーフアップにまとめた紫色の長髪と謎の多い壺が特徴。
「この漫画の闇」と称されている通り、謎が多い。特に所持品の大きな壺により、時間と空間すら超越しうる事象も可能にする。
後輩からは「ぽのか先輩」と呼ばれている。しかし登場の際には間違った呼び方をされることが多く、その都度「ぽのかよ」と訂正するのがお約束となっている。後輩の手助けをするなど優しい一面もあるが、後輩(主に麻衣とミイ)を騙したりパワハラを働くこともしばしばある。
金銭に対する執着心がかなり強い。また、FXで有り金を全部溶かした(=失った)事がある。
この世界の事を広く知っており、ミイの正体を知っている数少ない人物の一人。

#### その他の生徒
矢島(やじま)
倉持南高校生徒会長。漫画研究部(もとい麻衣とミイ)の破茶滅茶な行動を問題視しており、部の廃部を目論んでいる。一方、体重や恋愛運を気にするなど、乙女な一面も見せる。
小柳(こやなぎ)
倉持南高校生徒会書記。矢島に常に付き従っている。

### その他の人物
ちょぼらうにょぽみ（ちょぼ先生）
声 - ちょぼらうにょぽみ（第1期）/ ニーコ（第2・3期）
この漫画の作者。子持ち。茨城出身。たまに脈絡なく登場し、近況報告や親バカ発言を繰り出したり、竹書房系列の他作者のキャラクターに絡んだりしている。タヌキの耳を模した髪型に、なると型のネクタイに前掛け、サスペンダー付きのキュロットスカートが基本のスタイル。アニメ第1期では第4話、第2期では第2話にて、第3期では第1話にて登場。
蛯原夏菜子（えびはら かなこ）
声 - 仲谷明香
愛の妹。短いサイドテールと丸い髪飾りが特徴。麻衣とミイを怖がっている。
幸恵（さちえ）
声 - 佐倉綾音
夏菜子の親友。夏菜子に対して並々ならぬ恋愛感情を抱いており、彼女と同棲したいと思っている。アニメでは第3期第1話より登場。
幸恵の姉
幸恵と二人暮らししている姉。幸恵の寝言から、幸恵が「かなちゃん」(=夏菜子)なる人物からいじめを受けていると勘違いし、心配している。
六筆協会（ろくふできょうかい）
原作3巻、4巻・アニメ第2期に登場。イタリア・フィレンツェ北部を拠点に活動する謎の組織。メンバーはアリサ・ロンドン（声：茅野愛衣）、さとうすずき（声：向清太朗）、田中（声：向清太朗）、もっちり太郎（声：茅野愛衣）、国木田まり子（声：桜 稲垣早希）、ドノヴァン協長（声：R藤本）の6人で構成されており、ドノヴァン協長が実質的なリーダーを務めている。
上記のメンバーの内、さとうすずきは宴会一武闘会で愛に敗北した事が原因で消息を絶ち、もっちり太郎は実家の農業を継いだ事を理由に協会を辞退し、アリサはぽのかに殺害されている。
野乃本ソメラ、野乃本ククル、天童雫、松嶋あい
同じ原作者による漫画『不思議なソメラちゃん』の登場人物。ソメラ、ククル、松嶋はモブキャラとして登場している。また、天童雫（声：茅野愛衣）はネットアイドル「TS」名義で宴会一武闘会に出場、愛と壮絶な戦いを繰り広げた。
しばいぬ子さん
声 - 佐々木未来
うずの漫画『しばいぬ子さん』の登場人物。ちょぼらうにょぽみに執拗に絡まれている。アニメでは第1期・第2期のミニコーナー「しばいぬ子さん情報コーナー」の他、第1期本編5話・10話、第2期本編10話にも登場した。
鳥痔郎（とりじろう）
声 - 佐々木未来
日本語を喋る事ができるアルパカ。ミイが名づけ親になったため、彼女を慕っている。アニメでは第3期の次回予告の他、第3期本編10話にも登場した。
ナナ
声 -大坪由佳
原作6巻・アニメ第3期に登場。10年前に暗殺者の養成施設でミイの先輩だった孤児の少女。持ち番号「17」をもじってミイから「ナナさん」と呼ばれた。作戦に失敗し生き埋めになった際、ミイを異世界に逃がした後に死亡。ぽのかの壺を経由して幽霊となって現世に現れ、ミイを見守る。
五条(ごじょう)
原作10巻に登場。ミイに取り憑く幽霊。水色とピンクのインナーカラーの長髪が特徴で、関西弁で話す。ミイ以外の人間には姿が見えない。
自分が死んだ場所にミイが放尿していたことに最初は腹を立てたが、その尿の味や香りに惚れ込み、ミイ自身の事も好きになる。
ナレーション（語り）
声 - 平野文
アニメ第3期のミニコーナー「幸恵と夏菜子」のナレーション。

## 書誌情報

### コミックス
- ちょぼらうにょぽみ『あいまいみー』竹書房〈バンブーコミックスWINセレクション〉、全11巻
  1. 2010年8月27日発売[3]、ISBN 978-4-8124-7440-2
  2. 2011年10月7日発売[10]、ISBN 978-4-8124-7667-3
  3. 2013年1月17日発売、ISBN 978-4-8124-8084-7
  4. 2014年1月8日発売、ISBN 978-4-8124-8494-4
  5. 2014年9月5日発売、ISBN 978-4-8124-8778-5
  6. 2015年11月7日発売、ISBN 978-4-8019-5388-8
『あいまいみー オフィシャルアンソロジーコミック』に寄稿したエピソード「ぽのかと雲城ラビリンス」も収録。
  7. 2017年2月7日発売、ISBN 978-4-8019-5746-6
  8. 2018年2月7日発売、ISBN 978-4-8019-6176-0
  9. 2019年2月7日発売、ISBN 978-4-8019-6512-6
第101・102話に掲載された『こぐまのケーキ屋さん』をパロディしたエピソード「たぬきのケーキ屋さん」は未収録。
  10. 2020年6月5日発売、ISBN 978-4-8019-6965-0
第119話は諸般の事情[11][12]で掲載が見送られた未公開エピソードが40ページに収録された。
  11. 2021年7月7日発売、ISBN 978-4-8019-7350-3

### アンソロジー
- 『COMIC MARKET 86 EDITION！ あいまいみー オフィシャルアンソロジーコミック』竹書房 ※コミックマーケット86にて発売。
執筆者：ちょぼらうにょぽみ、安西理晃、いちこ、いまざきいつき、大川ぶくぶ、佐野妙、竹内元紀、つくしあきひと、なつみん、ハトポポコ、真島悦也、宮成樂、むうりあん、八色

## テレビアニメ
『ちょぼらうにょぽみ劇場 あいまいみー』のタイトルで、2013年1月から3月まで5分枠の短編アニメとして放送された。ナレーション及びモブキャラは向清太朗が担当。AT-Xでは放送終了後に主演声優が出演する「裏あいまいみー」が放送され、ニコニコ動画他では前番組『ちとせげっちゅ!!』から引き続き「しばいぬ子さん情報コーナー」が放送された。また、ニコニコ生放送では連動企画として2013年1月より8月まで毎月1回担当声優による「生あいまいみー」が配信された。
監督のいまざきいつきが素材の制作から編集まで大半の作業に関わっていることもあり、彼の作風が前面に押し出された内容となっている。また、第1期放送中から放送終了後にかけて同枠で流れていたDVDのCMにも、それを活かした自虐的なナレーションが担当声優によって語られている。
2014年4月1日に第2期製作決定が発表されたが、PVの演出がエイプリルフール限定の嘘企画を匂わせるものであったため、視聴者が真偽を判断できない状況であった。しかし、同年4月2日にはBlu-ray発売記念サイトが第2期公式サイトにリニューアルされたことにより、第2期の製作は明確となった。『ちょぼらうにょぽみ劇場第二幕 あいまいみー -妄想カタストロフ-』のタイトルで、同年7月から9月まで放送、これに先駆け「生あいまいみー」も同年4月より再開された。アニメ本放送の前週は番宣番組『ぷろふぇっしょなる あいまいみーの流儀』を放送した。ニコニコ動画他では「しばいぬ子さん情報コーナー」を、AT-Xでは主演声優が出演する実写コーナー「4人で4つの4コマ漫画をつくっちゃおー 略して444（フォーフォーフォー）」が放送された。
2016年11月に行われた『アニ×ワラ』vol.6の中で第3期が発表され、2017年1月より3月まで放送された。タイトルは『ちょぼらうにょぽみ劇場 あいまいみー 〜Surgical Friends〜』。2016年12月にはAT-X他で第3期決定記念の『番宣スペシャル』を放送。

### スタッフ
|                                                                   | 第1期                                                | 第2期                                                | 第3期                                                |
| ----------------------------------------------------------------- | ---------------------------------------------------- | ---------------------------------------------------- | ---------------------------------------------------- |
| 原作                                                              | ちょぼらうにょぽみ （竹書房「まんがライフWIN」連載） | ちょぼらうにょぽみ （竹書房「まんがライフWIN」連載） | ちょぼらうにょぽみ （竹書房「まんがライフWIN」連載） |
| 監督・脚本 キャラクターデザイン 絵コンテ・演出・作画 3DCGワークス | いまざきいつき                                       | いまざきいつき                                       | いまざきいつき                                       |
| プロデューサー                                                    | 木村淳、鈴木伸明 石塚治寿                            | 堀江拓、新宿五郎 西岡瞳                              | 堀江拓、伊藤大河 渋谷慶長、出口雅史                  |
| プロデューサー                                                    | 山崎明日香                                           |                                                      |                                                      |
| 美術監督                                                          | 片平真二                                             |                                                      |                                                      |
| 撮影監督                                                          | 堀川和人                                             |                                                      | 堀川和人                                             |
| 色彩設計                                                          | 藤木由香里                                           |                                                      |                                                      |
| 編集                                                              | 堀川和人 いまざきいつき                              |                                                      | 堀川和人 いまざきいつき                              |
| 音響監督                                                          | 川添憲五                                             | 川添憲五                                             | 阿部信行                                             |
| 音響効果                                                          | 風間結花                                             | 風間結花                                             | 庄司雅弘                                             |
| 音響制作                                                          | ダックスプロダクション                               | ダックスプロダクション                               | オンリード                                           |
| 音楽                                                              | 羽鳥風画                                             | studioCHANT                                          | 羽鳥風画                                             |
| 制作プロダクション                                                | ドリームクリエイション                               | ドリームクリエイション                               | ドリームクリエイション                               |
| アニメーション制作                                                | セブン                                               | セブン                                               | セブン                                               |
| 製作著作                                                          | 倉持南高校 漫画研究部                                | 倉持南高校 漫画研究部第二幕                          | 倉持南高校 漫画研究部第三幕                          |

### 主題歌

#### オープニング・エンディング
特記無き場合作曲・編曲は羽鳥風画、歌は愛（大坪由佳）、麻衣（内田彩）、ミイ（内田真礼）。
「ギリギリ最強あいまいみー！」
第1期主題歌。作詞はa-master、ギター演奏はマーティ・フリードマン。
第2期第12話ではエンディング曲として使用された。編曲・ギター演奏を鋼鉄兄貴が担当した「-METAL mix-」が第2期第10話挿入歌として使用。
「全力炸裂あいまいみー!!」
第2期主題歌。作詞は森永桐子、ギター演奏はマーティ・フリードマン。
「全員集合、あいまいみー!!!」
第3期主題歌。作詞は森永桐子、ギター演奏はマーティ・フリードマン。
「ラッキーチャンスを逃がさないで」
第3期エンディング主題歌。作詞は竜真知子、作曲は宮本光雄、編曲は羽鳥風画。
キャンディーズ『プロポーズ大作戦』テーマソングのカバー。

#### 挿入歌・挿入曲
編曲は羽鳥風画。
「妄想アイロニー」
ミイ（内田真礼）による第1期第6話挿入歌。作詞はちょぼらうにょぽみ、作曲はいまざきいつき。
「六筆協会のテーマ」
第2期第1話・第12話挿入曲。作曲・オルガン演奏は羽鳥風画。
「マカロンちゃんのテーマ」
第2期第5話挿入曲。作曲はいまざきいつき。
「百華流麗」
愛（大坪由佳）、麻衣（内田彩）、ミイ（内田真礼）による第2期第11話・第3期第6話・第7話挿入歌。作詞は片霧烈火、作曲は羽鳥風画。
第2期ではギター演奏は鋼鉄兄貴、ドラム演奏はPAPA。第3期でのコーラスは大高ひろみ。
「ねぇミイちゃん」
麻衣（内田彩）による第2期第11話挿入歌。作詞・作曲はちょぼらうにょぽみ、ギター演奏は羽鳥風画。
「それいけ！人間破壊棒!!」
いまざきいつきによる第2期第12話挿入歌。作詞はImachang、作曲は羽鳥風画、ギター演奏は鋼鉄兄貴。
「涙のホライズン」
麻衣（内田彩）による第2期第13話挿入歌。作詞はちょぼらうにょぽみ、作曲はいまざきいつき。
「わぴこ元気予報！」
ぽのか（茅野愛衣）による第3期第12話挿入歌。作詞は岸田るみ子、作曲は小坂明子。
内田順子の『きんぎょ注意報!』オープニングテーマのカバー。

### 各話リスト
| 話数                | サブタイトル                           | しばいぬ子さん情報コーナー                                                   |
| 第1期               | 第1期                                  | 第1期                                                                        |
| ------------------- | -------------------------------------- | ---------------------------------------------------------------------------- |
| 第1話               | えんもたけなわ                         | 『ちとせげっちゅ!!』二時限目 Blu-ray&DVD                                     |
| 第2話               | いきがい                               | 『イクシオン サーガ DT』Blu-ray&DVD                                          |
| 第3話               | きかいのからだ                         | 『あいまいみー』単行本第3巻                                                  |
| 第4話               | 度胸MAX人間                            | 『神様はじめました』Blu-ray&DVD                                              |
| 第5話               | 跳躍2.6次元!                           | 『だから僕は、Hができない。』Blu-ray&DVD                                     |
| 第6話               | ねとげはいじん                         | 『俺はご先祖さま』DVD-BOX                                                    |
| 第7話               | ねこひろい                             | 『てーきゅう』Blu-ray&DVD                                                    |
| 第8話               | 原稿邪魔して牢屋行き                   | DVD『裏あいまいみー』                                                        |
| 第9話               | FX                                     | 『談志大全』DVD-BOX                                                          |
| 第10話              | 犬型                                   | 『熊本県営業部長 くまモンだモン!!』                                          |
| 第11話              | バタートランス仙人                     | ミルキィホームズ ベストアルバム『ミルキィパーティー!!!!』                    |
| 第12話              | 大怪獣現る                             | キャラクタープロジェクト『こそどろねこ』                                     |
| 最終話              | それでは皆様、宴も酣では御座いますが。 | 新番組『スパロウズホテル』                                                   |
| 第2期               |                                        |                                                                              |
| 第1話               | 六筆協会                               | ちょぼらうにょぽみ劇場『あいまいみー』Blu-ray                                |
| 第2話               | つづきまして                           | ウェブコミックサイト『まんがライフWIN』                                      |
| 第3話               | 三千万                                 | 今週のちょぼらうにょぽみ（文責：いまざきいつき）                             |
| 第4話               | なんらか                               | 今週のちょぼらうにょぽみ（文責：いまざきいつき）                             |
| 第5話               | あめのひはきらい                       | 今週のちょぼらうにょぽみ（文責：いまざきいつき）                             |
| 第6話               | 石運び                                 | CD『全力炸裂あいまいみー!!』                                                 |
| 第7話               | ふたつのなみだ                         | 今週のちょぼらうにょぽみ（文責：いまざきいつき）                             |
| 第8話               | イトウ                                 | 今週のちょぼらうにょぽみ（文責：いまざきいつき）                             |
| 第9話               | ミイ太郎                               | 『あいまいみー』単行本第5巻                                                  |
| 第10話              | アヴェンタドール                       | ちょぼらうにょぽみ劇場第二幕『あいまいみー 〜妄想カタストロフ〜』Blu-ray&DVD |
| 第11話              | 魔法少女ミイ                           | 今週のちょぼらうにょぽみ（文責：いまざきいつき）                             |
| 第12話              | 團圓カタストロフィ                     | 今週のちょぼらうにょぽみ（文責：いまざきいつき）                             |
| 第13話 （TV未放映） | 処女厨                                 | -                                                                            |
| 第3期               |                                        |                                                                              |
| 話数                | サブタイトル                           | 鳥痔郎による次回予告でのサブタイトル                                         |
| 第1話               | ラッキーチャンスを逃がさないで         | -                                                                            |
| 第2話               | プランS                                | お前なんか友達(なかま)じゃない!                                              |
| 第3話               | おともだち                             | た、、たす、たすけっ、、、ア──ボっ!!                                         |
| 第4話               | クラストフェレス                       | ここにトラック突っ込め!!!                                                    |
| 第5話               | つづきまして2017                       | 出る杭は打たれるけど、凹まなきゃいい（wiki調べ）                             |
| 第6話               | ドーナツ編 前編                        | 内田彩、スマホ落とす!                                                        |
| 第7話               | ドーナツ編 後編                        | -                                                                            |
| 第8話               | オオカミ型                             | -                                                                            |
| 第9話               | 闇堕ち                                 | 水素水のプリンを探せ!                                                        |
| 第10話              | バス                                   | 食糞が止まらないフレンズ!                                                    |
| 第11話              | ルール                                 | あやねる、なんだか急に体調崩す!                                              |
| 第12話              | just cool hands                        | たそねるになりたい                                                           |
| 第13話 （TV未放映） | 小ネタ集2017、春。                     | -                                                                            |

### 放送局
| 放送地域 | 放送局             | 放送期間                | 放送日時                     | 放送系列   | 備考                            |
| 第1期    | 第1期              | 第1期                   | 第1期                        | 第1期      | 第1期                           |
| -------- | ------------------ | ----------------------- | ---------------------------- | ---------- | ------------------------------- |
| 日本全域 | AT-X               | 2013年1月3日 - 3月28日  | 木曜 23:00 - 23:05           | CS放送     | 製作委員会参加 リピート放送あり |
| 埼玉県   | テレ玉             | 2013年1月4日 - 3月29日  | 金曜 1:00 - 1:05（木曜深夜） | 独立局     |                                 |
| 日本全域 | ニコニコチャンネル | 2013年1月4日 - 3月29日  | 金曜 1:00 更新（木曜深夜）   | ネット配信 | ニコニコ公式アニメ              |
| 京都府   | KBS京都            | 2013年1月9日 - 3月27日  | 水曜 1:30 - 1:35（火曜深夜） | 独立局     |                                 |
| 第1期SP  |                    |                         |                              |            |                                 |
| 日本全域 | AT-X               | 2013年4月2日            | 火曜 20:25 - 20:30           | CS放送     | リピート放送あり                |
| 京都府   | KBS京都            | 2013年4月3日            | 水曜 1:30 - 1:35（火曜深夜） | 独立局     |                                 |
| 埼玉県   | テレ玉             | 2013年4月5日            | 金曜 1:00 - 1:05（木曜深夜） | 独立局     |                                 |
| 日本全域 | ニコニコチャンネル | 2013年4月5日            | 金曜 21:00 更新              | ネット配信 | ニコニコ公式アニメ              |
| 第2期    |                    |                         |                              |            |                                 |
| 日本全域 | AT-X               | 2014年7月8日 - 9月23日  | 火曜 21:25 - 21:30           | CS放送     | 製作委員会参加 リピート放送あり |
| 埼玉県   | テレ玉             | 2014年7月11日 - 9月25日 | 金曜 2:05 - 2:10（木曜深夜） | 独立局     | 製作委員会参加                  |
| 京都府   | KBS京都            | 2014年7月12日 - 9月26日 | 土曜 2:00 - 2:05（金曜深夜） | 独立局     |                                 |
| 神奈川県 | tvk                | 2014年7月14日 - 9月28日 | 月曜 1:30 - 1:35（日曜深夜） | 独立局     | 1期は未放送                     |
| 兵庫県   | サンテレビ         | 2014年7月16日 - 9月30日 | 水曜 2:30 - 2:35（火曜深夜） | 独立局     | 1期は未放送                     |
| 日本全域 | ニコニコチャンネル | 2014年7月16日 - 9月30日 | 水曜 21:00 更新              | ネット配信 |                                 |
| 日本全域 | バンダイチャンネル | 2014年7月16日 - 9月30日 | 水曜 21:00 更新              | ネット配信 | 1期は未配信                     |
| 日本全域 | GYAO!              | 2014年7月16日 - 9月30日 | 水曜 21:00 更新              | ネット配信 |                                 |
| 第3期    |                    |                         |                              |            |                                 |
| 日本全域 | AT-X               | 2017年1月3日 - 3月21日  | 火曜 23:30 - 23:35           | CS放送     | 製作委員会参加 リピート放送あり |
| 埼玉県   | テレ玉             | 2017年1月6日 - 3月24日  | 金曜 1:00 - 1:05（木曜深夜） | 独立局     | 製作委員会参加                  |
| 京都府   | KBS京都            | 2017年1月7日 - 3月25日  | 土曜 1:30 - 1:35（金曜深夜） | 独立局     |                                 |
| 神奈川県 | tvk                | 2017年1月9日 - 3月27日  | 月曜 2:30 - 2:35（日曜深夜） | 独立局     |                                 |
| 兵庫県   | サンテレビ         | 2017年1月10日 - 3月28日 | 火曜 2:30 - 2:35（月曜深夜） | 独立局     |                                 |
| 日本全域 | ニコニコチャンネル | 2017年1月10日 - 3月28日 | 火曜 12:00 更新              | ネット配信 |                                 |
| 日本全域 | バンダイチャンネル | 2017年1月10日 - 3月28日 | 火曜 12:00 更新              | ネット配信 |                                 |
| 日本全域 | dアニメストア      | 2017年1月10日 - 3月28日 | 火曜 12:00 更新              | ネット配信 | 1・2期は未配信                  |
| 日本全域 | U-NEXT             | 2017年1月10日 - 3月28日 | 火曜 12:00 更新              | ネット配信 | 1期は未配信（2期同時期配信）    |

### 関連商品

#### Blu-ray / DVD
| 発売日         | タイトル                         | 収録話                       | 規格品番                                | 規格品番   |
| 発売日         | タイトル                         | 収録話                       | Blu-ray                                 | DVD        |
| -------------- | -------------------------------- | ---------------------------- | --------------------------------------- | ---------- |
| 2013年2月22日  | 裏あいまいみー                   |                              |                                         | TSDS-75445 |
| 2013年3月22日  | あいまいみー                     | 第1期第1話 - 第13話          | TSDS-75446                              |            |
| 2014年5月16日  | あいまいみー                     | 第1期第1話 - 第13話          | DCBD-0002                               |            |
| 2014年10月10日 | あいまいみー〜妄想カタストロフ〜 | 第2期第1話 - 第12話 + 第13話 | DCBD-0004（特装版） DVBD-0005（通常版） | DCDV-0003  |
| 2017年4月21日  | あいまいみー〜Surgical Friends〜 | 第3期第1話 - 第12話 + 第13話 | DCBD-0021                               | DCDV-0019  |

#### CD
| 発売日        | タイトル                                 | 規格品番  |
| ------------- | ---------------------------------------- | --------- |
| 2013年3月9日  | ギリギリ最強あいまいみー!                | STCH-0001 |
| 2013年8月21日 | あいまいみー オリジナルサウンドトラック+ | STCH-0003 |
| 2014年8月23日 | 全力炸裂あいまいみー!!                   | STCH-0006 |
| 2017年3月12日 | 全員集合、あいまいみー!!!                | STCH-0015 |
| 2017年4月22日 | あいまいみー キャラクターソング+         | STCH-0016 |

## ミュージカル

### 初演
『あいまいみー THE みゅ〜じかる』のタイトルで2017年8月15日から20日まで新宿シアターブラッツにて上演した。キャストは大まかにあびゃ〜組とぺろぺろ組のほぼダブルキャストになっていた。また、全公演に特別ゲストとして向清太朗が登場したり、日替わりゲストとしてアニメ出演者達や木野日菜も招かれた。
| 初演キャスト・あびゃ〜組 - 木野双葉 - 勝亦里佳 - 森島亜梨紗 - 雨宮夕夏 - 中馬真弥 - 木立萌子 - 清水里奈 - 天宮みや - 川崎静夏 - 安井夏鈴 - 篠原侑 - 桃河りか | 初演キャスト・ぺろぺろ組 - 内山つかさ - 杉浦しおり - 大門香実 - 雨宮夕夏 - くまくらあゆみ - 宇民祐希 - 岡田梨央 - 大川柚 - 水谷早希 - 柚木梨沙 - 篠原侑 - 桃河りか | 初演キャスト・特別ゲスト - 向清太朗（全公演） 初演キャスト･日替わりゲスト - 仲谷明香（15日19:00） - ニーコ（16日19:00） - 佐々木未来（17日16:00/19:00） - R藤本（18日16:00） - 木野日菜（18日19:00） - 大坪由佳（19日15:00/18:00） |

### 再演
『あいまいみー THE みゅ〜じかる 〜りぷれい〜』のタイトルで上記の再演を2017年10月12日から15日まで新宿シアターブラッツにて上演した。キャストは前回から引き続いた出演者もいるが、半数ほど新キャストになった。前回特別ゲストとして出演した向清太朗は、今回ナレーションを担当している。日替わりゲストは前回のキャストから大門香実、アニメ出演者から大坪由佳が招かれた。
| 再演キャスト - 原田麻帆 - 篠原侑 - 東江舞夏 - 雨宮夕夏 - 浅羽美花 - 宇民祐希 - 岡田梨央 - 成宮ゆん - 川崎静夏 - 結木愛唯 - 小鳥遊まゆ - 桃河りか | 再演キャスト・ナレーション - 向清太朗 再演キャスト･日替わりゲスト - 大門香実（12日16:00（公開ゲネプロ）/19:00） - 大坪由佳（13日16:00/19:00） |  |

## コラボレーション
アニメ第1期第9話「FX」で、ぽのか先輩がFXで心神喪失状態（「ぬ」と「ね」の区別がつかなそうな顔、通称・FXで有り金全部溶かす人の顔）になった事がネットで大ウケした所為か、DMMFXとのコラボレーションが実現した。

第90話「プペルとあいまいみー」では西野亮廣の絵本「えんとつ町のプペル」の登場人物ルビッチをプペルと勘違いした作者が「明坂聡美とヤマカンと炎上商法に加担した自分の分」という名目で殴打する4コマが掲載された。なお、西野へ事前に許諾を得ている。